# Martin Blais
 (décembre 2013).
Martin Blais, en religion frère Louis-Grégoire, né le 25 août 1924 à Saint-Michel-de-Bellechasse, au Québec (Canada), et mort le 31 août 2018 à Québec, est un professeur, écrivain et conférencier québécois. Détenteur d’un doctorat en philosophie de l’Université Laval et d’un doctorat en sciences médiévales de l’Université de Montréal, il fait carrière dans l’enseignement.

## Biographie
Entré en religion chez les Frères maristes, où il prend le nom de frère Louis-Grégoire, il est en 1960 le supérieur et un proche collaborateur de Jean-Paul Desbiens (le frère Untel), qu'il aide à mettre au point les célèbres Insolences du Frère Untel. Tout comme Desbiens, il est envoyé à l'étranger (Rome, puis Lowell (Massachusetts) dans son cas) par les autorités ecclésiastiques à cause du scandale causé par cette publication,,.
En 1965, après dix-huit années d’enseignement dans le secteur public, dont cinq comme directeur d’école, et une aux États-Unis, il est embauché comme professeur à la Faculté de philosophie de l'Université Laval. Il y enseigne jusqu'à sa retraite en 1989, y occupe le poste de secrétaire de la faculté et de vice-doyen et rejoint la cohorte des professeurs émérites en 1991.